# 莱诺 (卡尔瓦多斯省)
莱诺（法語：Lénault，法語發音：[leno] ⓘ）是法国卡尔瓦多斯省的一个旧市镇，属于维尔区。2016年，莱诺与临近的4个市镇合并为新市镇诺曼底地区孔代。

## 地理
莱诺（48°55'58"N, 0°37'44"W）面积6.67 平方千米，位于法国诺曼底大区卡爾瓦多斯省，该省份为法国西北部沿海省份，北濒大西洋英吉利海峡，东北与滨海塞纳省以海上边界相接，东临厄尔省，南至奧恩省，西与芒什省接壤。
与莱诺接壤的市镇（或旧市镇、城区）包括：佩里尼、勒普莱西格里穆、圣让勒布朗、圣皮埃尔拉维埃耶、圣维戈尔德梅兹雷。

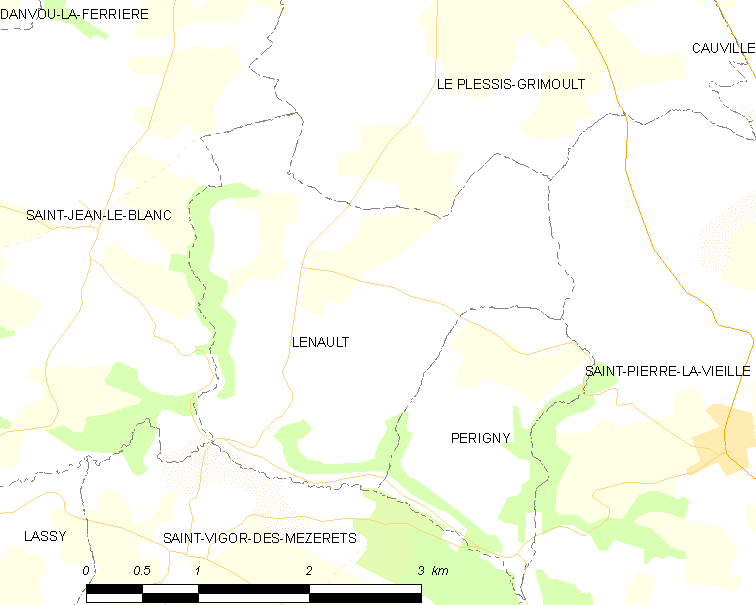
的OSM定位图

莱诺的时区为UTC+01:00、UTC+02:00（夏令时）。

## 行政
莱诺的邮政编码为14770，INSEE市镇编码为14361。

## 政治
莱诺所属的省级选区为诺曼底地区孔代县。

## 人口

1962-2008年间人口变化图示

莱诺于2018年1月1日时的人口数量为188人。